# Habrocestum shulovi
Habrocestum shulovi là một loài nhện trong họ Salticidae.
Loài này thuộc chi Habrocestum. Habrocestum shulovi được Jerzy Prószyński miêu tả năm 2000.